# Communauté de communes Marne Rognon
Die Communauté de communes Marne Rognon ist ein ehemaliger französischer Gemeindeverband (communauté de communes)  im Département Haute-Marne in der Region Grand Est. Er wurde mit Wirkung vom 1. Januar 2014 mit der Communauté de communes de la Région de Doulevant-le-Château und der Communauté de communes du Canton de Poissons zur neuen Communauté de communes du Bassin de Joinville en Champagne fusioniert und damit aufgelöst.
Der Gemeindeverband bestand zuletzt aus 19 Gemeinden:
- Autigny-le-Grand
- Autigny-le-Petit
- Blécourt
- Chatonrupt-Sommermont
- Donjeux
- Ferrière-et-Lafolie
- Fronville
- Gudmont-Villiers
- Guindrecourt-aux-Ormes
- Joinville
- Mathons
- Mussey-sur-Marne
- Nomécourt
- Rouvroy-sur-Marne
- Rupt
- Saint-Urbain-Maconcourt
- Suzannecourt
- Thonnance-lès-Joinville
- Vaux-sur-Saint-Urbain
- Vecqueville